# Torre San Domenico
Der Torre San Domenico ist ein Turm aus dem 17. Jahrhundert im Viertel Soccavo der Stadt Neapel. Er liegt in der Via Servio Tullio, 52.

## Geschichte
Der Turm wurde ab 1654 zur Verteidigung eines Sakralbaus im Viertel Soccavo, dem Dominikanerhof, errichtet.

## Beschreibung
Der Verteidigungscharakter des Gebäudes fußt hauptsächlich auf seiner Größe: Es ist in ein anderes Gebäude eingebunden; auch gibt es fast keine Wolfsgruben.
Der Turm hat drei Stockwerke; die Fassaden sind aus Piperno und schließen nach oben mit kleinen Bögen und Zinnen ab. Zugang gewährt ein breites Portal, ebenfalls aus Piperno.